# Charinus fagei
Espèce
Charinus fagei est une espèce d'amblypyges de la famille des Charinidae.

## Distribution
Cette espèce est endémique de Guinée. Elle se rencontre dans la Grotte Segea Santa.

## Description
La carapace des mâles décrits par Miranda, Giupponi, Prendini et Scharff en 2021 mesure 4,56 mm de long sur 6,64 mm et 4,80 mm de long sur 6,72 mm.

## Étymologie
Cette espèce est nommée en l'honneur de Louis Fage.

## Publication originale
- Weygoldt, 1972 : « Charontidae (Amblypygi) aus Brasilien. Beschreibung von zwei neuen Charinus-Arten, mit Anmerkungen zur Enwticklung, Morphologie und Tiergeographie und mit einem Bestimm ungsschlussel fur die Gattrung Charinus. » Zoologische Jahrbücher, Abteilung für Systematik, Ökologie und Geographie der Tiere, vol. 99, no 1, p. 107-132.